# Who is Sakamoto?
Who is Sakamoto? (jap. 坂本ですが?, Sakamoto desu ga?) ist eine Manga-Serie von Nami Sano, die von 2012 bis 2015 in Japan erschien. Sie wurde als Anime-Fernsehserie adaptiert und ist in die Genres Action, Comedy und Seinen einzuordnen.

## Inhalt
Der Oberschüler Sakamoto (坂本) ist cool, höflich, erfolgreich und beliebt bei Mitschülern und Lehrern und alles was er anfasst gelingt ihm. Dabei gerät er in seinem Alltag in absurde Situationen, die er mit ähnlich ungewöhnlichen Fähigkeiten und Tricks bewältigt. Auch die Mitschüler, die ihn zunächst wegen seiner Beliebtheit ablehnen und zu mobben versuchen, kann er als seine Freunde gewinnen. Außerdem muss sich Sakamoto Verehrerinnen erwehren, vor allem der hartnäckigen Aina. Selbst die Mutter seines Mitschülers Yoshinobu, den Sakamoto gegen Mobbing verteidigt hat und dem er beim Lernen hilft, hat sich in Sakamoto verliebt und verursacht so einige Probleme. Doch bei allem bleibt stets ein Geheimnis, wie Sakamoto in allem perfekt sein kann, ungelüftet.

## Veröffentlichung
Die Serie erschien von April 2012 bis Dezember 2015 in Japan beim Verlag Enterbrain in vier Bänden. Der letzte Band verkaufte sich in den ersten sieben Wochen über 500.000 Mal.
Eine deutsche Übersetzung wurde von Egmont Manga von Juni 2015 bis August 2016 veröffentlicht. Außerdem erschien die Serie bei Seven Seas Entertainment auf Englisch, bei Milky Way Ediciones auf Spanisch und bei Kadokawa auf Chinesisch in Taiwan.

## Anime-Adaption
2016 entstand bei Studio Deen eine Anime-Adaption des Mangas für das japanische Fernsehen. Die Regie führte Shinji Takamatsu und das Charakterdesign entwarf Atsuko Nakajima. Die künstlerische Leitung lag bei Masatoshi Muto. Die Erstausstrahlung fand vom 8. April bis 1. Juli 2016 nach Mitternacht (und damit am vorigen Fernsehtag) bei TBS in Japan statt, sowie später am selben bzw. Folgetag auch auf CBC und MBS. Es folgten Ausstrahlungen bei weiteren japanischen Sendern sowie bei Animax Asia auf Englisch. Diverse Plattformen veröffentlichten die Serie per Streaming mit Untertiteln in Englisch, Spanisch, Französisch, Italienisch und Portugiesisch. 

### Synchronisation
| Rolle            | Japanische Stimme |
| ---------------- | ----------------- |
| Sakamoto         | Hikaru Midorikawa |
| Yoshinobu Kubota | Akira Ishida      |
| Aina Kuronuma    | Yui Horie         |

### Musik
Die Musik der Serie wurde komponiert von Yasuhiko Fukuda. Das Vorspannlied ist Coolest von CustomiZ und der Abspann ist unterlegt mit Nakushita Hibi ni Sayonara von SuneoHair.